# 契約不履行 (英米法)
契約不履行（けいやくふりこう）は、英米法ではBreach of contractといい、当事者間で締結された契約の履行内容の全部または一部を正当な理由なく履行しないことをいう。契約違反と訳されることもある。

## 特徴
英米法の契約不履行は約束者（債務者）だけでなく受約者（債権者）も責任を負う。
債務者が履行期到来後に正当な理由なく履行しないことや履行期到来前に履行拒絶の意思表示をすることは契約不履行となる。一方、債権者が過失により履行妨害を行った場合も契約不履行となる。なお、日本の民法では債務者による債務不履行と債権者による受領遅滞は分けられており解釈上の議論がある。